# S-75 Dvina
O S-75 Dvina (em russo:  С-75 «Двина»; Designação da OTAN: SA-2 Guideline) é um sistema de míssil superfície-ar soviético de alta altitude (SAM). Desde que começou a ser distribuído em 1957, se tornou o míssil terra-ar mais usado no mundo, tornando-se notório por ser o primeiro sistema SAM a abater uma aeronave ao derrubar um RB-57D de Taiwan que sobrevoava a China em 7 de outubro de 1959.

## Imagens

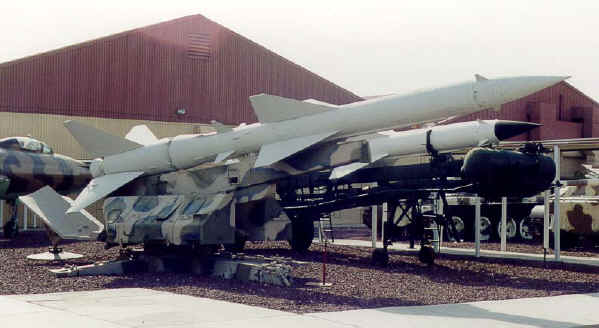
Um S-75 em cima de um lançador camuflado.
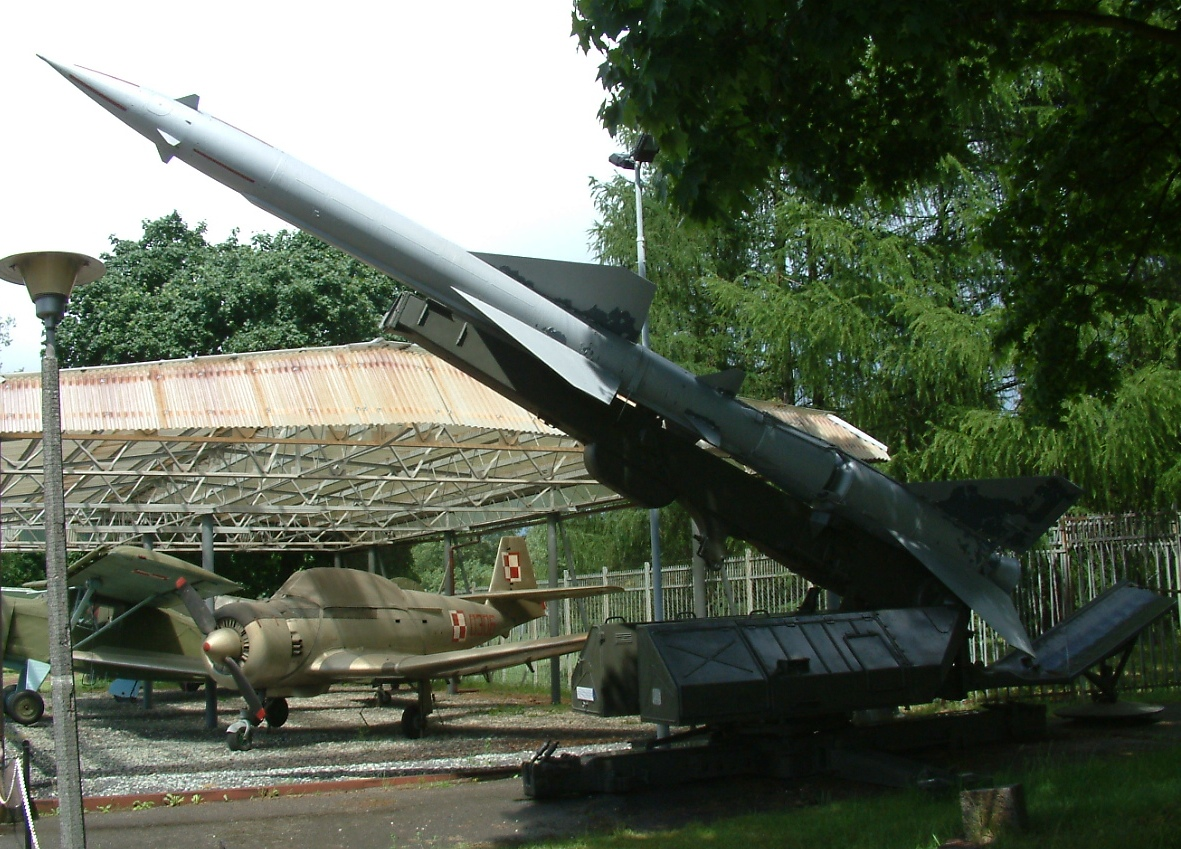
Um V-750V 1D russo.
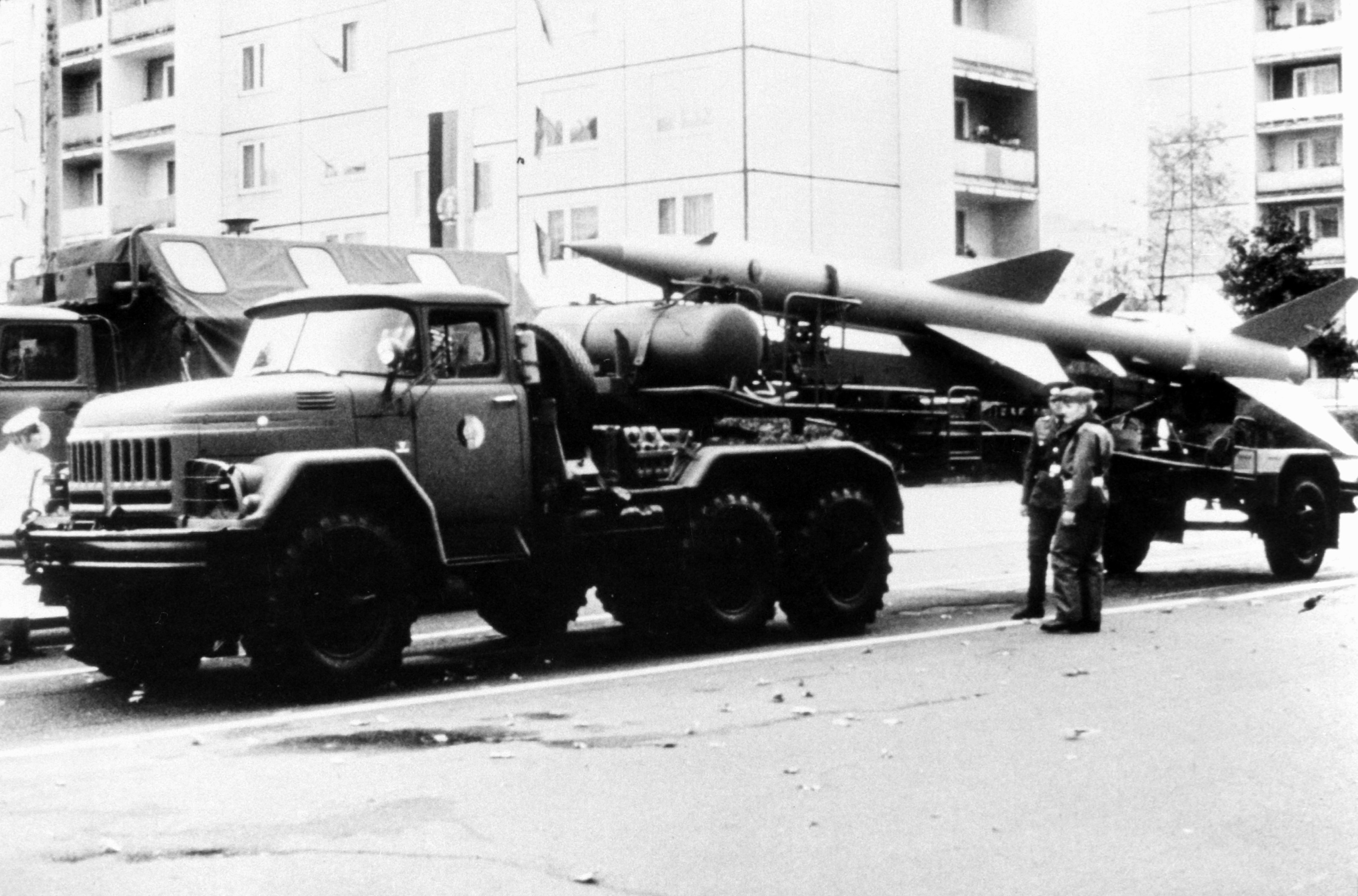
Um SA-2 sendo transportados via caminhão.
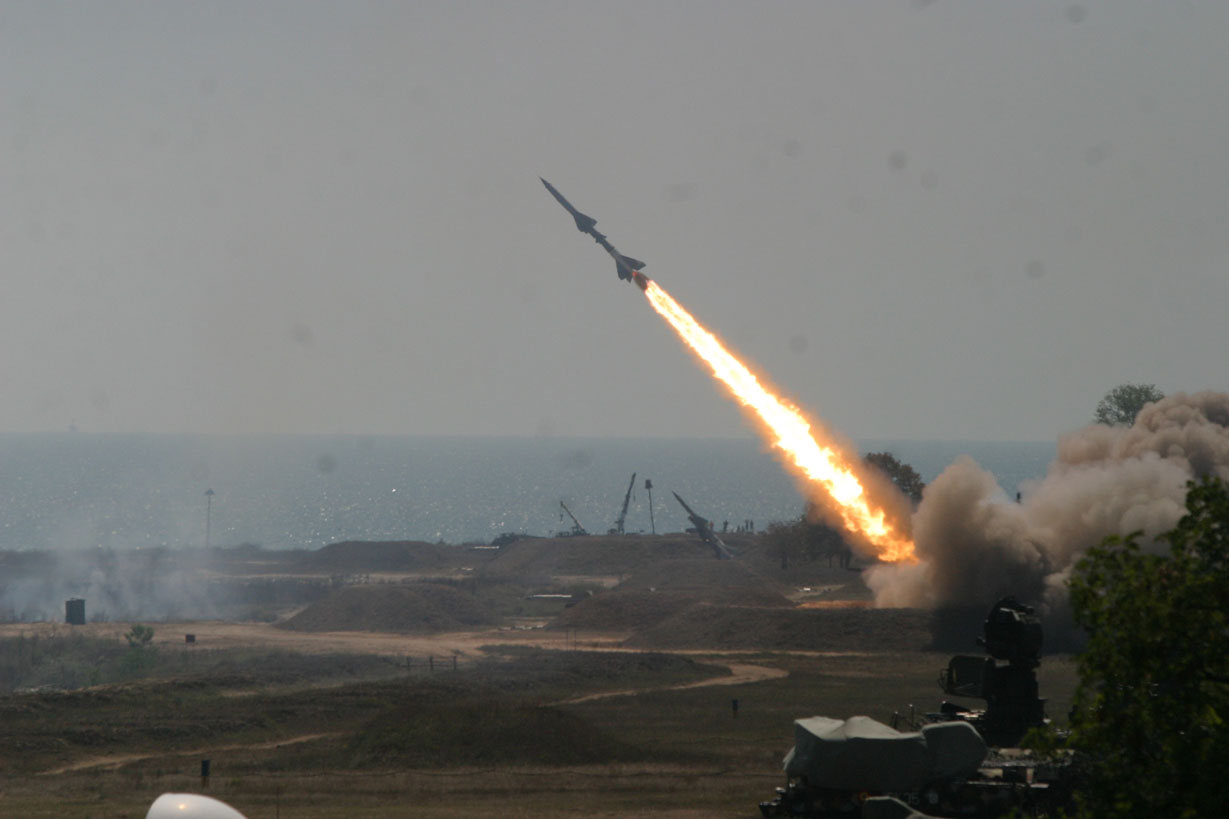
Um SA-2 romeno sendo disparado.
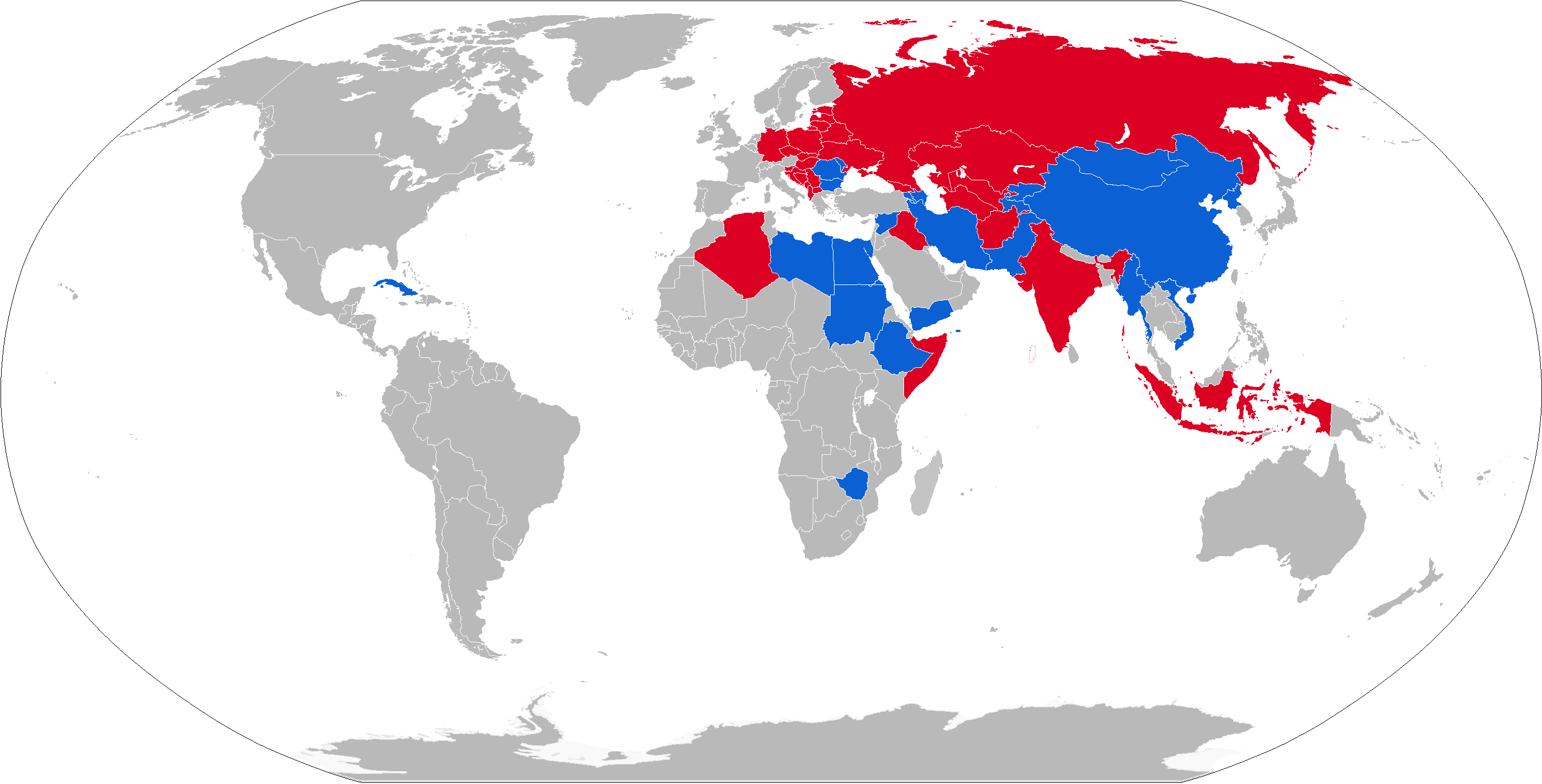
Operadores do S-75 pelo mundo em azul. Em vermelho, países que já aposentaram o míssil.